# سلول‌های APUD

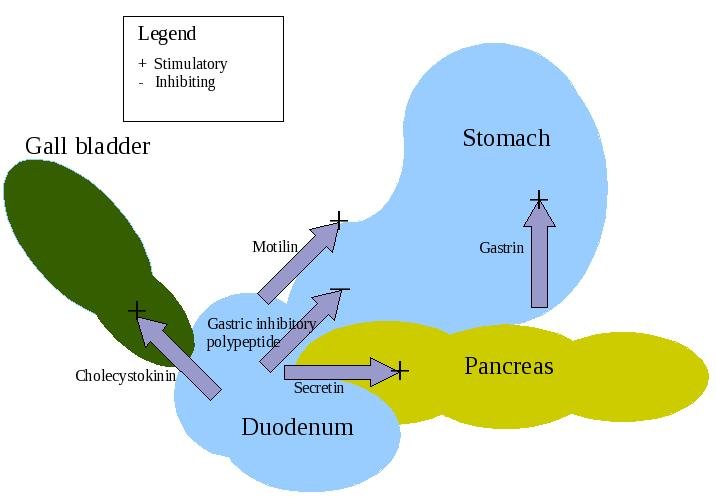
برسی ساختار سلول APUD

سلول‌های (Amine Precursor Uptake and Decarboxylation (APUD به معنی جذب پیش ساز و دکربوکسیلاسیون آمین، گروهی از سلول‌هایی با منشأ جنینی مشترک هستند که بیشتر هورمون‌های بدن را -به جز هورمون‌های استروئیدی- تولید می‌کند.
سلول‌های APUD شامل هردو بخش عصبی تخصصی یافته و بخش درون ریز می‌باشند که این سلول‌ها در ساخت ترکیبات مربوط به پلی پتیدها و آمین‌های بیوژنیکی دخالت دارند.
«ساخت پلی پپتیدها با جذب پیش ساز آمینواسید و دکربوکسیلاسیون آن برای ساخت آمین، ارتباط مستقیم دارد.» که این حقیقت مفهوم سرواژه‌سازی APUD را واضح می‌کند.
انسولین، ACTH ،گلوکاگون ،آنتی دیورتیک مثال‌هایی برای هورمون‌های پپتیدی هستند
دوپامین، نوراپی نفرین، سرتونین، و هیستامین مثال‌هایی برای هورمون‌های آمینی می‌باشند